# Мария Йоркская
Мари́я Йо́ркская (англ. Mary of York; 11 августа 1467, Виндзорский замок — 23 мая 1482, дворец Плацентия) — английская принцесса из дома Йорков; вторая дочь короля Англии Эдуарда IV и Елизаветы Вудвилл.
Первые годы жизни Марии прошли в тесной связи с её старшей сестрой — будущей королевой Елизаветой Йоркской, которая была старше на восемнадцать месяцев. Принцессы воспитывались и получали религиозное образование вместе и с детства привыкли к частым переездам между королевскими резиденциями. Время от времени девочек вызывали ко двору, где они присутствовали на празднествах и во время государственных визитов. Также для принцесс был предусмотрен строгий распорядок дня, а их безопасности уделялось особое внимание. В счетах, относящихся по времени к детству принцесс, почти не указаны расходы на игрушки.
В 1469 году у отца Марии возник конфликт с его давним сторонником графом Уориком, который в союзе с дядей Марии герцогом Кларенсом и бывшей королевой Маргаритой Анжуйской поднял мятеж против короля. Вскоре Эдуард IV был смещён с трона, а Мария с матерью и сёстрами оказалась в убежище в Вестминстерском аббатстве, где они провели следующие пять месяцев. В убежище появился на свет и младший брат Марии Эдуард, рождение которого подстегнуло отца принцессы к ускоренному отвоёвыванию своего королевства. В апреле 1471 года Эдуард IV вернул под свою власть Лондон и сразу же перевёз семью из убежища в резиденцию своей матери, а затем и в Лондонский Тауэр.
После окончательного разгрома партии Уорика и восстановления мира в стране Марии и её старшей сестре стали подыскивать женихов. Елизавету прочили в жёны французскому дофину Карлу, невестой которого также могла стать и сама Мария в случае преждевременной кончины сестры или другого препятствия к браку. В 1481 году женихом Марии должен был стать будущий датский король Фредерик I, однако когда шли переговоры о браке, Мария тяжело заболела и умерла.

## Биография

### Происхождение и ранние годы
Мария родилась 11 августа 1467 года в Виндзорском замке и была второй дочерью и вторым ребёнком из десяти детей короля Англии Эдуарда IV и Елизаветы Вудвилл; также у принцессы было двое единоутробных братьев от брака матери с Джоном Греем из Гроуби — Томас и Ричард. По отцу девочка была внучкой Ричарда Плантагенета, 3-го герцога Йоркского, заявившего о правах дома Йорка на корону Англии, и Сесилии Невилл; по матери — Ричарда Вудвилла, 1-го графа Риверса, и Жакетты Люксембургской. Девочка была крещена вскоре после рождения; среди восприемников принцессы был кардинал Томас Буршье.
В 1467 году король пожаловал в пожизненное пользование жене дворец Шин в Суррее, где была организована королевская детская: по традиции королевские отпрыски воспитывались вдали от Лондона и двора ради их безопасности и здоровья. Здесь Мария вместе со старшей сестрой Елизаветой, родившейся 11 февраля 1466 года, воспитывалась под руководством гувернантки леди Маргарет Бернерс — жены сэра Джона Буршье, барона Бернерс, правнука короля Эдуарда III и близкого друга семьи королевы Елизаветы; леди Маргарет получала за свои услуги жалование в размере 100 фунтов (по состоянию на 2013 год — 50 тысяч фунтов) в год. В Шине Мария вместе с Елизаветой провела свои младенческие годы и часть детства; кроме гувернантки, принцессам был выделен обширный штат прислуги и 400 фунтов в год на их нужды (по состоянию на 2013 год — ок. 200 тысяч фунтов). Принцессы также с детства привыкли много путешествовать, поскольку королевская чета вместе с детьми и обширным двором разъезжала между сотней королевских резиденций, располагавшихся в большинстве своём в долине Темзы.

### Религиозное воспитание и жизнь при дворе
Религиозное обучение королевских отпрысков начиналось в очень раннем возрасте, и к четырём годам дети должны были знать псалтырь. Праздничные дни, в частности Сретение Господне, Пасха, день памяти Святого Георгия, Троица, день Всех Святых и Рождество Христово, а также дни святых, были отмечены особыми службами в часовне, проповедями и развлечениями; Елизавета и Мария в эти дни совершали подношения во время мессы. В Великий четверг девочки раздавали подарки беднякам; в Страстную пятницу их учили подползать к кресту на коленях. Во время Великого и Рождественского постов девочки должны были поститься или воздерживаться от мяса. На Новый год принцессы получали подарки, а на двенадцатую ночь им разрешалось присоединиться к празднованиям и пиру.
Время от времени маленьких принцесс вызывали ко двору, где они присутствовали на фестивалях и во время государственных визитов. При дворе Елизавета и Мария присоединялись к свите своей матери, изучая по её примеру и примеру её дам манеры, музыку, пение, танцы, вышивку и всё то, что считалось необходимым для подготовки их к роли будущих жён королей, матерей и «украшений двора». Девочки одевались в миниатюрные версии роскошных нарядов, которые носили благородные дамы, а также учились, когда становились старше, управляться с тяжёлыми тканями, длинными шлейфами и сложными головными уборами. Хорошим манерам принцесс обучали с раннего возраста. Молодых принцесс воспитывали в глубочайшем почтении к их родителям, с которыми они виделись не часто; каждый вечер, когда они были вместе, девочки становились на колени перед своим отцом и матерью и жаждали их благословения, которое было дано «во имя Отца, Сына и Святого Духа».

### Распорядок дня
Ежедневный распорядок дня, которому следовали Мария и Елизавета, вероятно, был похож на тот, который позднее был установлен королём для их брата Эдуарда, когда тому исполнилось три года; также он мог основываться на обычаях, описанных в бытовых книгах их дяди по отцу Джорджа, герцога Кларенса. Детей будили приблизительно в шесть часов утра, чтобы они могли «встать в удобный час в соответствии с [их] возрастом», чтобы присутствовать на утренней молитве в их спальне. Затем колокол сообщал им, что пора идти на мессу, которую служил домашний капеллан в местной часовне. Регулярное соблюдение литургических служб рассматривалось как необходимость для детей короля. Сразу же после мессы принцессы завтракали; вероятными составляющими завтрака были хлеб, масло, эль, рыба, мясо или яйца. Обед принцессам подавали в десять или одиннадцать часов утра; сама трапеза представляла собой «благородную службу» из блюд, «принесённых почитаемыми людьми» и сквайрами в ливреях, и мог продолжаться до двух часов. Во время приёма пищи сёстрам читали назидательные и благородные рассказы; кроме того, король Эдуард IV настаивал на том, чтобы в домах его детей не было «скандалистов, хулиганов, опасных людей или прелюбодеев», и весь разговор в их присутствии должен был быть «добродетельным, честным… и мудрым». После обеда принцессы принимали ванну и, возможно, получали дневной сон. Позднее девочкам приносили напитки и хлеб, после чего колокол призывал всех к вечерне. Ужин подавался в четыре часа вечера. Остаток вечера принцессы проводили в развлечениях, таких как игры и музыка; спать дочери короля ложились примерно в восемь часов вечера, предварительно получив перекус в виде хлеба, эля или вина и других продуктов. Примечателен тот факт, что в счетах двора принцесс этого периода почти не упоминаются игрушки.
Безопасности принцесс уделялось особое внимание. После того, как в восемь часов вечера запирались двери покоев Марии и Елизаветы, никто, кроме личных слуг принцесс, не мог войти к ним. На ночь в спальне девочек оставляли горящую свечу или факел; наружные ворота запирались в девять часов вечера в зимнее время и в десять в летнее. Стражники обходили территорию замка три-четыре раза за ночь, проверяя каждую комнату. Позднее к принцу Эдуарду был приставлен специальный человек, который ночевал в его покоях и следил за безопасностью и здоровьем мальчика в ночное время; вероятно, у принцесс также был такой человек.

### Кризис 1469—1471 годов
В марте 1469 года мать Марии, королева Елизавета, родила ещё одну дочь — Сесилию, что вызвало серьёзное беспокойство короля и заставило его думать, что после него страной будет править его старшая дочь Елизавета. Годом ранее при дворе поползли слухи об обострении вражды между сторонником короля графом Уориком и матерью Марии, многочисленные родственники которой подвинули графа при дворе. В том же 1468 году между Эдуардом IV и Уориком произошёл раскол из-за брака тётки Марии Маргариты: Уорик, не сумевший когда-то женить короля на французской принцессе, желал заключить союз с Францией посредством брака Маргариты с французским принцем, однако Эдуард IV, по совету Вудвиллов, выдал сестру за врага Франции — бургундского герцога Карла, которого Уорик ненавидел и презирал. В 1469 году вражда между Уориком и королевской четой привела к союзу графа с младшим братом короля Джорджем Кларенсом, которого старшая сестра Марии фактически сместила с позиции престолонаследника.
Ранее, ещё в то время, когда король был близок с Уориком, граф желал заключить браки своих дочерей Изабеллы и Анны, которые были богатейшими наследницами в Англии, с братьями короля, однако Эдуард IV отказал ему, опасаясь возвышения Невиллов. В июле 1469 года Кларенс открыто выказал неповиновение брату, женившись в Кале на старшей дочери Уорика; затем оба они высадились с войсками в Англии и объявили о притязаниях Джорджа на английский трон, объявив Эдуарда IV бастардом, рождённым Сесилией Невилл от связи с английским лучником Блэйкбёрном. В это время мать Марии вместе с как минимум двумя дочерьми, одной из которых была Елизавета, посещала Норидж, где их приняли с пышными торжествами и театрализованными представлениями; достоверно неизвестно, кто из двух младших на тот момент принцесс сопровождал мать, однако, вероятно, это была именно Мария, поскольку Сесилия была слишком мала. Королеву и принцесс поселили в доме монахов-проповедников; здесь королевское семейство получило новости о том, что Уорик не только выиграл битву при Эджкот-Мур, но и захватил короля, а также казнил без суда деда и дядю Марии по матери — графа Риверса и Джона Вудвилла. Неизвестно, как смерть деда повлияла на маленьких принцесс, однако вероятнее всего королева скрывала случившееся от детей. В это же время была арестована бабка Марии по матери, Жакетта Люксембургская, обвинённая в колдовстве и привороте короля. Хотя Жакетта была оправдана, этот неприятный эпизод, а также немотивированная казнь графа Риверса показали, как далеко готовы зайти враги Эдуарда IV ради уничтожения его жены и её семьи. Несмотря на всё это, сама королева и её дочери во время краткого возвышения Уорика не пострадали, за исключением того, что матери Марии был определён урезанный штат прислуги.
К осени 1469 года Эдуарду IV удалось получить свободу и уже в сентябре он с триумфом въехал в Лондон, где стал переманивать дворян обратно на свою сторону. Зимой 1470 года король полностью восстановил контроль над правительством и объявил Уорика и Кларенса предателями; оба они бежали во Францию, где к июлю 1470 года Уорику удалось заключить союз с бывшей королевой Маргариты Анжуйской, желавшей посадить на трон своего мужа или сына, женившегося на младшей дочери Уорика. В сентябре 1470 года, когда Эдуард IV готовился к вторжению объединённых сил Уорика и Маргариты Анжуйской, Мария с сёстрами и матерью была перевезена в Лондонский Тауэр для обеспечения их безопасности. Предвидя будущий кризис, королева приказала укрепить Тауэр и увеличить охрану. Елизавета Вудвилл была на седьмом месяце беременности и для неё были подготовлены родильные покои, однако воспользоваться ими ей не удалось: Уорик вторгся в Англию, и в начале октября в Лондоне появились вести о том, что отец Марии вместе со своим братом Ричардом Глостером бежал из страны, имея лишь призрачную надежду на возвращение. 6 октября Уорик и Кларенс въехали в Сити, а уже 30 октября король Генрих VI формально был вновь возведён на престол.
Получив новости о падении мужа, королева Елизавета вместе с матерью и тремя дочерьми, в число которых вошла и Мария, среди ночи спешно покинула Тауэр на барке и прибыла в поисках убежища в Вестминстерское аббатство, где её знали как весьма благочестивую женщину. Когда королевское семейство прибыло в убежище, аббатство было почти пустым; под своё покровительство их принял аббат Вестминстера Томас Миллинг — добрый, гостеприимный человек, он не пожелал размещать королеву с детьми вместе с преступниками и уступил им свой дом у западного входа в аббатство, где имелись три комнаты и всё необходимое для удобства королевской семьи. Также, помощь им оказывали простые лондонцы: мясник Джон Гулд жертвовал семье короля Эдуарда IV половину коровы и двух овец в неделю, а торговец рыбой обеспечивал их провизией по пятницам и в дни постов.
Находясь в убежище, принцессы большую часть времени проводили с няньками, поскольку королева Елизавета была занята рождением и последующим уходом за принцем Эдуардом, появившимся на свет в начале ноября 1470 года. Мария с семьёй провела в убежище ещё пять месяцев. В апреле 1471 года отец принцессы, подстёгиваемый вестью о рождении сына, вернулся в Англию и первым делом, после того, как побывал на благодарственном молебне в Вестминстерском аббатстве, вывел свою семью из убежища. В ту же ночь Мария в числе других членов семьи была перевезена в замок Бейнард, служивший резиденцией её бабки по отцу — Сесилии Невилл. 11 апреля Йорки в сопровождении матери короля, брата королевы Энтони и архиепископа Кентерберийского Томаса Буршье отправились в королевские покои Лондонского Тауэра, в то время как отец Марии отправился на север отвоёвывать королевство. 13 апреля в битве при Барнете был убит Уорик, 4 мая Эдуард IV окончательно разбил войска Ланкастеров в битве при Тьюксбери, в которой был убит наследник Ланкастеров Эдуард Вестминстерский и захвачена в плен Маргарита Анжуйская. Однако 12 мая, пока Эдуард ещё был на пути к Лондону, последние сторонники Ланкастеров организовали нападение на Тауэр, намереваясь вернуть на трон Генриха VI; с реки были обстреляны две башни, в одной из которых находилась Мария с семьёй. Нападение было отбито, однако это вынудило короля предать смерти своего предшественника, и 21 мая 1471 года король Генрих VI был задушен в своей темнице.

### Последние годы, брачные планы и смерть

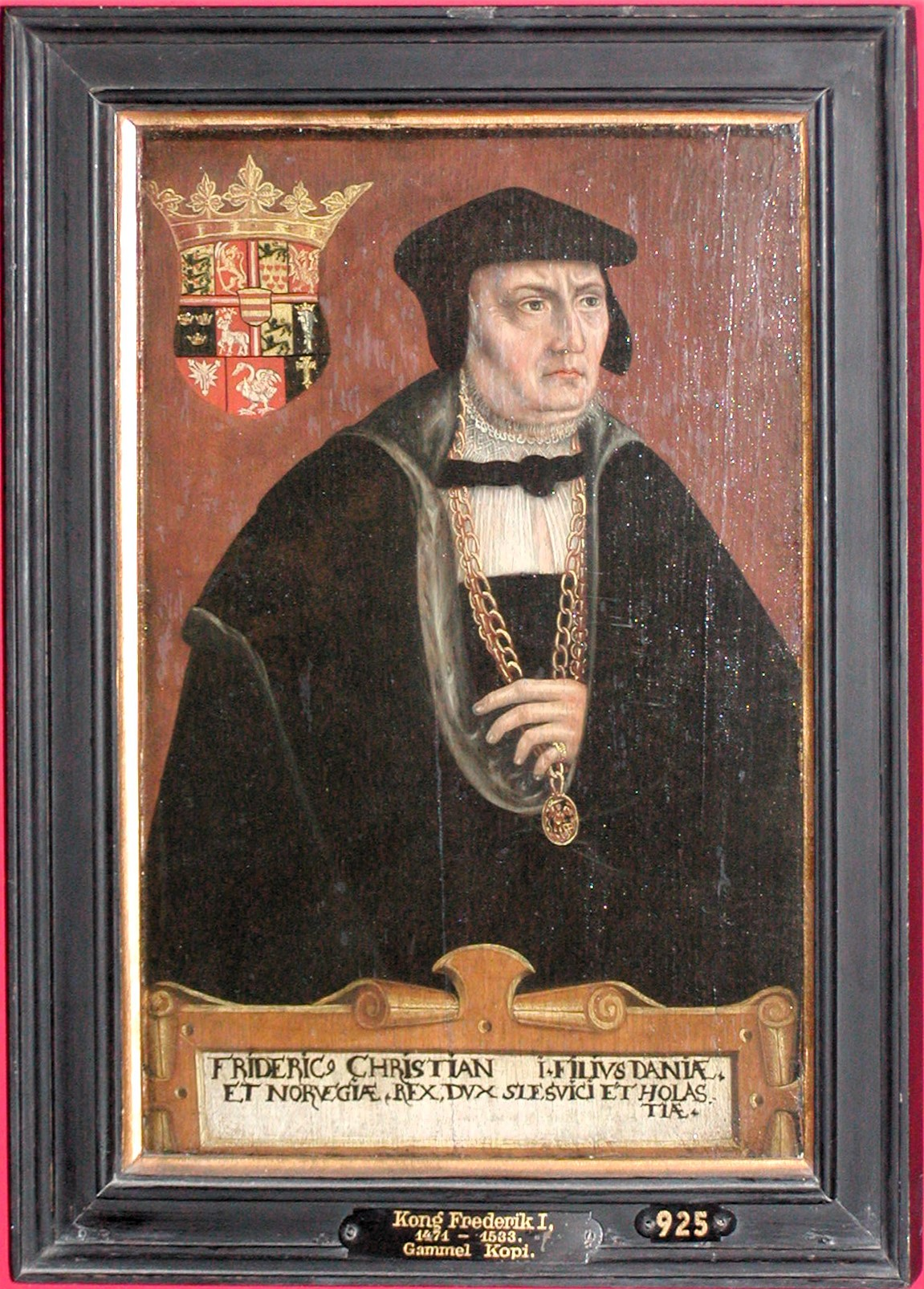
Предполагаемый жених Марии Фредерик I Датский

В конце 1474 года Эдуард IV, готовившийся к вторжению во Францию, подписал завещание, по которому Мария и её старшая сестра Елизавета должны были получить приданое в размере десяти тысяч марок при условии, что принцессы в вопросе брака будут покорны матери и брату-королю. Однако всего два месяца спустя Эдуард IV заключил с Францией мирный договор, одним из условий которого был брак старшей сестры Марии с дофином Карлом по достижении ею возраста брачного согласия; в случае преждевременной кончины Елизаветы невестой дофина становилась сама Мария, однако в 1481 году она, по всей видимости, была обручена с будущим королём Дании Фредериком, что означало, что запасная невеста Франции больше не нужна. По другим данным, обручение так и не состоялось: переговоры о браке, вскоре после их начала, были остановлены из-за ухудшившегося здоровья принцессы. Ранее возможным женихом Марии назывался старший брат Фредерика Иоганн Датский, однако неизвестно, были ли когда-либо начаты переговоры о браке.
В 1476 году Мария среди прочих присутствовала на церемонии перезахоронения останков её деда по отцу герцога Йоркского и его второго сына в Фотерингее. В 1478 году Мария присутствовала на свадьбе своего младшего брата Ричарда, герцога Йоркского, и Анны Моубрей; в 1480 году она вместе со своей младшей сестрой Сесилией была посвящена в Дамы ордена Подвязки. Помимо этого никаких данных о том, как жила Мария в последние годы нет; документы этого периода содержат лишь сведения о политической ситуации в стране и не затрагивают частную жизнь младших членов королевской семьи.
В конце 1481 года Мария заболела и 23 мая 1482 года умерла во дворце Плацентия. Тело принцессы не было забальзамировано, но было облачено в богатые одежды и выставлено для прощания в церкви в Гринвиче. В тот же день была отслужена заупокойная месса епископом Нориджским Джеймсом Голдуэллом; ещё одна служба состоялась на следующий день в присутствии многих религиозных деятелей и представителей знати — епископа Чичестерского Эдварда Стори, баронов Дакра, Дадли и Бошана и декана Винзора. Гроб с телом Марии с пышной процессией был доставлен в часовню Святого Георгия Виндзорского замка и был захоронен в юго-восточной части капеллы рядом с принцем Джорджем — сыном Эдуарда IV и Елизаветы Вудвилл, умершим в младенчестве. Плакальщицами на похоронах Марии были сестра королевы баронесса Грей из Ратина, леди Кэтрин Грей, леди Стрендж, баронесса Дакр и другие дамы. Баронесса Дакр после смерти младшего брата Марии, Джорджа, служила фрейлиной и гувернанткой принцессы. Третья и последняя месса была отслужена уже после похорон для простолюдинов.
В 1789 году рабочий, осуществлявший ремонт в капелле, случайно обнаружил и вскрыл склеп короля Эдуарда IV и его жены Елизаветы Вудвилл. В примыкающем к склепу помещению были обнаружены гробы двоих детей — предположительно Джорджа и Марии. Однако в 1810 году в капелле подготавливались места для захоронения членов семьи Георга III и в другом помещении был обнаружены останки ещё двоих детей; одни останки, хорошо сохранившиеся, подпадали под параметры Марии. Таким образом, неизвестно, чьи останки были захоронены рядом с могилой Эдуарда IV и его жены.

## В культуре
Мария является одним из второстепенных персонажей романа Филиппы Грегори «Белая королева». Она также появляется в нескольких сериях экранизации романа Грегори «Белая королева», однако по имени её называют только в серии «Цена власти»: маленькая Мэри появляется на экране лишь на несколько минут в контексте событий 1469 года.

## Комментарии
1. Витраж был изготовлен по приказу Эдуарда IV королевским мастером Уильямом Ньювом после рождения младшей сестры Сесилии Екатерины в 1479 году, но до ноября 1480 года — до рождения самой младшей дочери короля Бриджит Йоркской. Более поздние исследования определили порядок расположения сестёр как «Елизавета, Сесилия, Анна, Екатерина и Мария», однако более вероятно, что Йоркские принцессы расположены на витраже по старшинству и Мария изображена второй слева[1].
2. ↑  Витраж был изготовлен по приказу Эдуарда IV королевским мастером Уильямом Ньювом после рождения младшей сестры Сесилии Екатерины в 1479 году, но до ноября 1480 года — до рождения самой младшей дочери короля Бриджит Йоркской. Более поздние исследования определили порядок расположения сестёр как «Елизавета, Сесилия, Анна, Екатерина и Мария», однако более вероятно, что Йоркские принцессы расположены на витраже по старшинству и Мария изображена второй слева[1].
3. ↑  Также могла именоваться Мария или  Мэри Плантагенет.